# Eragrostis gloeodes
Eragrostis gloeodes är en gräsart som beskrevs av Erik Leonard Ekman. Eragrostis gloeodes ingår i släktet kärleksgrässläktet, och familjen gräs. Inga underarter finns listade i Catalogue of Life.